# 神様の動物と悪魔の動物
『神様の動物と悪魔の動物』（Des Herrn und Teufels Getier、KHM148）は『グリム童話』の1つ。動物ではなく「獣（けもの）」とも訳される。

## あらすじ
神様はありとあらゆる獣を創りだし、狼を自分の犬に選んだ。だが、山羊だけ創るのを忘れていた。
そこで悪魔が「自分も獣を創ろう」と思い立ち、山羊をこしらえ、すてきな長い尻尾をつけた。
だが山羊たちは牧場に行くといつも尻尾をいばらの藪にひっかけ動けなくなった。最初は悪魔も山羊をいばらから放していたが、腹を立て尻尾を残らず噛み切ってしまった。
山羊は様々な草木を食事によって台無しにしていたのを神が見て、憐みの気持ちから狼を差し向けた。すると狼は山羊を引き裂いてしまった。
そのことで悪魔は神様に文句を言いに行った。そして「引き裂いた山羊の分の金額を弁償しろ」と神様に言うと、神様は「かしわの葉がみんな落ちたら金を用意しておく」と答えた。
かしわの葉がすっかり落ちたので、悪魔は神様に金を請求しに行ったが、神様は「コンスタンティノープルの教会の高いかしわの木の葉はまだ全部残っている」と言った。
悪魔は怒り狂い、悪態をついて引き下がり、そのかしわの木を見つけ出そうと６か月荒野をさまよい歩き、その木を見つけ出したが、戻った時には他のかしわの木が緑の葉が生い茂っていたため、悪魔は金を諦めるほかなかった。
悪魔は腹立ちまぎれに、残っている山羊の目を全部穿り出し、自身の目をはめ込んだ。
だから山羊は、どれも悪魔の目と噛み切られた尻尾を持ち、悪魔も山羊の恰好になるのを好んでいる。